# Georges Guingouin
Georges Guingouin (n. 2 februarie 1913, Magnac-Laval, Limousin, Franța – d. 27 octombrie 2005, Troyes, Champagne-Ardenne, Franța) a fost un luptător și militant al rezistenței comuniste franceze.
Militant al Partidului Comunist Francez (PCF) până în 1952, a jucat un rol principal în Rezistență, conducând maquis-ul din Limousin sub numele de „Raoul”. Tovarășii săi l-au poreclit „lou Grand” sau „Prefectul maquis-ului”, în timp ce De Gaulle l-a definit ca „una dintre cele mai frumoase figuri ale Rezistenței” și l-a decorat cu Ordinul Eliberării, în grad de companion, unul din puținii comuniști care au primit acest grad (doisprezece din 1.053 de decorați).